# In the Tall Grass
In the Tall Grass is een Canadese bovennatuurlijke horrorfilm uit 2019 onder een regie van Vinczeno Natali die ook het script schreef. Het verhaal is een boekverfilming van Het hoge gras van Stephen King en diens zoon Joe Hill. Hoofdrollen worden gespeeld door Harrison Gilbertson, Laysla De Oliveira, Avery Whitted, Will Buie Jr., Patrick Wilson en Rachel Wilson.

## Verhaal
De zes maanden zwangere Becky en haar broer Cal DeMuth rijden met de wagen naar San Diego waar hun tante woont. Onderweg stoppen ze aan een oude kerk. Daar horen ze vanuit het hoge grasveld een kind roepen. Daarop roept een vrouw vanuit dat veld dat Tobin niet om hulp mag roepen. Becky en Cal vinden dat verdacht en gaan het veld in, maar verliezen elkaar uit het oog. Al snel ondervinden ze dat er iets vreemds aan de hand is. Wanneer ze naar elkaar roepen, blijkt hun onderlinge afstand en richting steeds te verschillen. Verder zijn ze niet in staat om de weg terug te vinden en blijven ze ronddwalen in het veld.
Tijdens de nacht stuit Cal op Tobin die een dode kraai vasthoudt. Volgens Tobin zijn karkassen het enige in het veld dewelke zich niet verplaatsen. Daarop legt hij de vogel op de grond. Becky ontmoet Ross, de vader van Tobin, die haar zegt waar ze de anderen kunnen vinden, maar al snel geraken ze gescheiden. Tobin leidt Cal naar een oude grote mysterieuze steen en raadt Cal aan de steen aan te raken omdat deze de uitweg biedt, maar ze worden opgeschrikt door een gil van Becky die door iets of iemand wordt aangevallen. Daarop zegt Tobin dat Becky niet te redden is.
Travis, de vader van Becky's ongeboren kind, is op zoek naar Cal en Becky. Hij vindt hun auto - helemaal onder het stof en met schimmel aangetaste voedingsrestanten - aan de kerk. Ook hij gaat het veld in en ontmoet Tobin. Tobin impliceert dat ze elkaar al eerder hebben ontmoet en neemt daarop Travis mee naar het rottende lijk van Becky. Tijdens zijn afscheid aan Becky gaat Tobin verder het veld in. Travis neemt uit de handtas van Becky een halsketting die hij haar ooit gaf.
In de volgende scene arriveren Natalie en Ross met hun zoon Tobin aan de kerk. Vanuit het veld horen ze Travis om hulp roepen. De hond van Tobin - Freddy - loopt het veld in waarop de familie de hond achtervolgd. Ross vindt in het veld een vreemde grote steen en raakt deze aan.
De volgende ochtend arriveren Becky en Cal aan de kerk. Ze gaan het veld in omdat ze Tobin om hulp horen roepen. Ze vinden Toby die hem zegt dat het veld geen karkassen kan verplaatsen waarop ze het karkas van Freddy vinden. Becky is enigszins verbaasd wanneer ze in het gras gelijkaardige spullen vindt als in haar handtas. Tobin neemt Becky en Cal verder mee en ze ontmoeten Travis. Becky en Cal vinden het vreemd dat Travis nog voor hen in het veld is, maar Travis beweert dat Becky en Cal al twee maanden vermist zijn.
De groep ziet in de verte een gebouw en wandelen die richting uit. Onderweg krijgt Becky een oproep van een onbekende persoon die hen waarschuwt "niet steeds opnieuw dezelfde fout te maken". Becky verliest ongezien het bewustzijn en wordt gevonden door Ross. Hij brengt haar naar Tobin en samen gaan ze naar de vreemde rots. Daar is Natalie die beweert dat ze eerder het lijk van Becky zag en maant aan de rots niet aan te raken. Daarop vermoordt Ross Natalie. Hij zegt dat de rots hem "de uitweg uit het veld" toonde, maar dat hijzelf het veld niet wil verlaten.
Becky, Cal, Travis, en Tobin bereiken het gebouw. Daar loopt Freddy rond die plots verdwijnt en daarop aan het veld staat. Ze beseffen dat er overal onzichtbare wormgaten zijn, ook in tijd. Cal - die incestueze gevoelens heeft voor zijn zus - laat Travis opzettelijk van het gebouw vallen. Ross is ondertussen in het gebouw en wurgt er Cal. Tobin en Becky vluchten terug het veld in. Travis heeft de val overleefd en gaat op zoek naar Becky.
Becky wordt aangevallen door Ross maar ze kan ontsnappen. Ze wordt aangevallen door "mensen uit gras" die haar naar de rots dragen. Becky belt daar naar zichzelf en komt uit bij haar vorige versie dewelke ze waarschuwt. Daarop verliest ze het beuwstzijn. Wanneer ze terug bijkomt, zit Ross bij haar. Hij geeft haar eten, maar dat blijkt haar doodgeboren baby te zijn. Travis arriveert en hij wordt dodelijk verwond door Ross. Travis loopt verder het veld in en komt Tobin terug tegen. Tobin brengt Travis naar de rots en deze keer raakt Travis de rots wel aan. De rots geeft hem een visioen waardoor hij weet hoe deze oneindige tijdslus te doen stoppen. Hij zegt Tobin dat hij Becky en Cal moet tegenhouden en geeft hem de halsketting. Daarop plaatst hij Tobin in een wormgat.
Via het wormgat komt Tobin in de kerk terecht. Wanneer hij deze verlaat, arriveert de auto van Becky en Cal. Zij horen vanuit het hoge gras een jongen om hulp roepen. Tobin kan hen uiteindelijk overhalen om het gras niet te betreden en geeft als bewijs de halsketting die Travis hem gaf. Ze stappen in hun auto en nemen Tobin mee. Travis sterft in het gras.

## Rolverdeling
| Acteur              | Personage        |
| ------------------- | ---------------- |
| Harrison Gilbertson | Travis McKean    |
| Laysla De Oliveira  | Becky DeMuth     |
| Avery Whitted       | Cal DeMuth       |
| Will Buie Jr.       | Tobin Humboldt   |
| Rachel Wilson       | Natalie Humboldt |
| Patrick Wilson      | Ross Humboldt    |

## Release
De film ging in première op 20 september 2019 op Fantastic Fest in Austin. Op 4 oktober 2019 werd de film uitgebracht op Netflix.